# Lyon megye (Nevada)
Lyon megye az Amerikai Egyesült Államokban, azon belül Nevada államban található. Megyeszékhelye Yerington, legnagyobb városa Fernley. Lakosainak száma 59 235 fő (2020. április 1.).

## Szomszédos megyék
- Washoe megye
- Churchill megye
- Mineral megye
- Storey megye
- Douglas megye
- Mono megye
- Carson City

## Népesség
A megye népességének változása:
| Lakosok száma | 52 068 | 51 530 | 51 264 | 51 557 | 52 585 | 59 235 |
|               | 2010   | 2011   | 2012   | 2013   | 2015   | 2020   |